# Барановка (Аткарский район)
Барановка — село в Аткарском районе Саратовской области России. Административный центр Барановского муниципального образования.

## История
Барановка была основана в 1702 году. Принадлежала князьям Волконским, а затем представителям рода Кайсаровых. В «Списке населённых мест Саратовской губернии по данным 1859 года» населённый пункт упомянут как владельческое сельцо Барановка Аткарского уезда (1-го стана) при реке Медведице, расположенное в 5 верстах от уездного города Аткарска. В сельце имелось 65 дворов и проживало 684 жителя (320 мужчин и 364 женщины).

Согласно «Списку населённых мест Аткарского уезда» издания 1914 года (по сведениям за 1911 год) в деревне Барановка, относившейся к Киселёвско-Чемизовской волости, имелось 112 хозяйств и проживало 710 человек (350 мужчин и 360 женщин). В национальном составе населения преобладали великороссы. Функционировала церковная школа.

## География
Село находится в центральной части района, в пределах Приволжской возвышенности, на левом берегу реки Медведица, на расстоянии примерно 1,5 километров (по прямой) к северо-востоку от города Аткарск. Абсолютная высота — 153 метра над уровнем моря.

Часовой пояс
Село Барановка, как и вся Саратовская область, находится в часовой зоне МСК+1. Смещение применяемого времени относительно UTC составляет +4:00.

## Население
| 2002 | 2010 |
| ---- | ---- |
| 655  | ↗680 |

Гендерный состав
По данным Всероссийской переписи населения 2010 года в гендерной структуре населения мужчины составляли 48,1 %, женщины — соответственно 51,9 %.
Национальный состав
Согласно результатам переписи 2002 года, в национальной структуре населения русские составляли 91 %.

## Инфраструктура
В селе функционируют основная общеобразовательная школа, фельдшерско-акушерский пункт, сельский клуб, библиотека, четыре магазина и отделение Почты России.

## Улицы
Уличная сеть села состоит из девяти улиц.